# Plagiograpta
Plagiograpta is een geslacht van vlinders van de familie visstaartjes (Nolidae), uit de onderfamilie Chloephorinae.

## Soorten
- P. condensa Kobes, 1989
- P. macrodonta Hampson, 1907
- P. schilleri Kobes, 1983